# Gondiswil
Gondiswil – gmina (niem. Einwohnergemeinde) w Szwajcarii, w kantonie Berno, w regionie administracyjnym Emmental-Oberaargau, w okręgu Oberaargau.

## Demografia
W Gondiswil mieszka 711 osób. W 2020 roku 3,1% populacji gminy stanowiły osoby urodzone poza Szwajcarią.